# 윤은경
윤은경은 대한민국의 텔레비전 드라마 작가이자 시나리오 작가이다. 

## 주요 작품

### 텔레비전 드라마
- 2002년 KBS2 월화 미니시리즈 《겨울연가》 ... 공동집필
- 2003년 KBS2 월화 미니시리즈 《여름향기》 ... 공동집필
- 2003년 KBS2 드라마시티 《낭랑 18세》 ... 공동집필
- 2004년 KBS2 월화 미니시리즈 《낭랑 18세》 ... 공동집필
- 2004년 KBS2 일요 청춘드라마 《알게 될거야》 ... 공동집필
- 2006년~2007년 KBS2 월화 미니시리즈 《눈의 여왕》 ... 공동집필
- 2008년 MBC 월화 미니시리즈 《밤이면 밤마다》 ... 공동집필
- 2009년 KBS2 수목 미니시리즈 《아가씨를 부탁해》... 공동집필
- 2013년~2014년 KBS2 월화 미니시리즈 《총리와 나》 ... 공동집필
- 2021년 MBC 《금수저》 ... 공동집필

### 영화
- 2004년 영화 《늑대의 유혹》... 각본
- 2004년 영화 《신부수업》... 각본
- 2012년 영화 《두 번의 결혼식과 한 번의 장례식》... 스크립터

## 같이 보기
- 김은희 : 텔레비전 드라마 공동 집필자.